# لحم مصنع
لحم مزروع، والذي يطلق عليه أيضًا اللحم النظيف أواللحم المصنع أو اللحم في المختبر، وهو اللحم الذي ينتج من زراعة الخلايا الحيوانية في المختبر بدلاً من الحيوانات المذبوحة. وهو شكل من أشكال الزراعة الخلوية.
يُنْتَج اللحم المصنع باستخدام العديد من نفس تقنيات هندسة الأنسجة المستخدمة تقليديا في الطب التجديدي. تم تعميم مفهوم اللحم المصنع من قبل (جيسون ماثيني Jason Matheny) في أوائل عام 2000 بعد المشاركة في كتابة ورقة بحثية مهمة جدا وكانت سببا في تطورات إنتاج اللحوم المصنعة وإنشاء (نيو هارفيست New Harvest)، وهي أول منظمة غير ربحية مكرسة لدعم أبحاث اللحوم في المختبر.
في عام 2013، كان (مارك بوست Mark Post)، الأستاذ في جامعة ماستريخت أول من عرض دليلا على المفهوم الخاص باللحوم المختبرية في المختبر عن طريق إنشاء أول برجر في المعمل. ومنذ ذلك الحين اكتسبت العديد من نماذج اللحوم المصنعة اهتمام وسائل الإعلام، ومع ذلك، بسبب محدودية الأنشطة البحثية المخصصة، لم يتم تسويق اللحوم المصنعة بعد. بالإضافة إلى ذلك، لم يتم بعد معرفة ما إذا كان المستهلكون سيقبلون اللحوم المصنعة ام لا.

## تسمية
وإلى جانب اللحوم المصنعة واللحوم في المختبر، فإن مصطلحات مثل اللحوم المصنعة في الأوعية اللحوم التي يتم زرعها في المختبر قد تم استخدامها من قبل العديد من المنافذ لوصف المنتج.
اللحم النظيف هو مصطلح بديل يفضله بعض الصحفيين والدعاة والمنظمات التي تدعم التكنولوجيا. وفقا لمعهد الغذاء الجيد، حيث يعكس الاسم بشكل أفضل إنتاج وفوائد اللحم  وتجاوز «المستزرع» و«في المختبر» في وسائل الإعلام، وكذلك بحث جوجل.

## نبذة تاريخية

### القرن العشرون
الاحتمال النظري المتمثل في زراعة اللحوم في بيئة صناعية كان سببًا في أسر مخيلة عامة الناس لفترة طويلة. قال ونستون تشرشل في عام 1931: «سنهرب من عبث تربية دجاجة كاملة من أجل أكل الصدر أو الجناح، من خلال زراعة هذه الأجزاء بشكل منفصل باستخدام وسيط مناسب».
أُجريت الزراعة في المختبر للألياف العضلية منذ عام 1971 بواسطة راسيل روس. كان الملخص:
نمت العضلات الملساء المستمدة من الأوساط الداخلية والبطانية من أبهر خنزير غينيا غير الناضج لمدة تصل إلى 8 أسابيع في عملية زرع الخلية. حافظت الخلايا على شكل العضلات الملساء في جميع مراحل نموها خلال عملية الزرع. بعد أن نمت إلى درجة الالتقاء، نمت في طبقات متداخلة متعددة. بحلول الأسبوع الرابع من الزراعة، ظهرت الألياف المجهرية (110 إيه) داخل الفراغات بين طبقات الخلايا. وظهرت مواد تشبه الغشاء القاعدي بجوار الخلايا. أظهر تحليل الألياف المجهرية أن لديها تركيبة من الأحماض الأمينية تشبه تلك الموجودة في بروتين الألياف الدقيقة من الألياف المرنة السليمة. وتُظهر هذه التحقيقات، مقترنة بملاحظات التصوير التلقائي الإشعاعي لقدرة العضلات الملساء للماعز على تخليق البروتينات غير الخلوية وإفرازها، هذا يثبت أن الخلية عبارة عن خلية اصطناعية من النسيج الضام.
في عام 1998، تقدم جون إف فين من الولايات المتحدة بطلب للحصول على براءة اختراع (وحصل عليها لاحقًا: الولايات المتحدة 6,835,390 بي 1)، لإنتاج اللحوم المصنعة من الأنسجة للاستهلاك البشري، حيث تُزرع الخلايا العضلية والدهنية بطريقة متكاملة لإنتاج منتجات غذائية مثل لحوم الأبقار والدواجن والأسماك.

### أوائل القرن الحادي والعشرين
في عام 2001، أعلن طبيب الأمراض الجلدية فيست ويسترهوف من جامعة أمستردام، والطبيب ويليم فان إيلين، ورجل الأعمال ويليم فان كوتين أنهم قدموا طلبًا للحصول على براءة اختراع عالمية حول عملية إنتاج اللحوم المصنعة. في هذه العملية، وُضعت مصفوفة من الكولاجين مع خلايا العضلات، والتي تُغمر بعد ذلك في محلول مغذ يحث على الانقسام. درس العلماء في أمستردام بيئة التصنيع، بينما درست جامعة أوتريخت تكاثر خلايا العضلات، وبحثت جامعة آيندهوفن للتكنولوجيا في المفاعلات الحيوية.
أجرت ناسا تجارب منذ عام 2001، وهي تنتج في الأصل اللحوم المصنعة من خلايا الديك الرومي. تسمح تقنية إنتاج اللحوم المصنعة في الفضاء لرواد الفضاء على الأمد البعيد بزراعة اللحوم دون التضحية بمساحة التخزين أثناء السفر.
في عام 2002، تمكن اتحاد بحوث العلوم البيولوجية التطبيقية التابع لشركة إن إس آر/تورو من زراعة منتج يشبه فيليه السمك من خلايا سمكة ذهبية.
في عام 2003، عرض أورون كاتس وايونات زور من مشروع تشكيل وتصنيع الأنسجة ومدرسة طب هارفارد في نانت «شريحة لحم» بعرض بضعة سنتيمترات، نمت من خلايا جذعية لضفدع، وطُهيت وأُكلت حينها.
ظهر أول مقال في مجلة خاضعة لمراجعة الأقران حول موضوع اللحوم المزروعة في المختبر في عدد 2005 من هندسة الأنسجة.
في عام 2008، قدمت منظمة بيتا جائزة قدرها مليون دولار لأول شركة تقدم لحوم الدجاج التي تُزرع في المختبر إلى المستهلكين بحلول عام 2012. كان على المتسابق إكمال مهمتين قبل استلام الجائزة: «إنتاج منتج من لحم دجاج مصنع لا يمكن تمييزه عن الدجاج الحقيقي»، و«إنتاج المنتج بكميات كبيرة كافية ليُباع بشكل تنافسي في 10 ولايات على الأقل». مُددت المسابقة حتى 4 مارس 2014. منذ عام 2008 عندما أُعلن عن التحدي لأول مرة، حقق الباحثون من جميع أنحاء العالم تقدمًا كبيرًا في إنتاج اللحوم المصنعة. انتهت المهلة في نهاية المطاف دون وجود فائز، ولكن الدعاية حول الموضوع جلبت اللحوم المصنعة إلى أعين العلماء.
وضعت الحكومة الهولندية 4 ملايين دولار لدعم تجارب اللحوم المصنعة. عقدت جمعية اللحوم المختبرية، وهي مجموعة شكّلها باحثون دوليون مهتمون بالتكنولوجيا، أول مؤتمر دولي حول إنتاج اللحوم المصنعة، استضافه معهد بحوث الأغذية في النرويج في أبريل 2008، لمناقشة الإمكانيات التجارية. أعلنت مجلة تايم عن إنتاج اللحوم المصنعة لتكون واحدة من 50 فكرة إنجاز لعام 2009. في نوفمبر 2009، أعلن علماء من هولندا أنهم تمكنوا من زراعة اللحوم في المختبر باستخدام خلايا من خنزير حي.
اعتبارًا من عام 2012، أعلن 30 مختبرًا من جميع أنحاء العالم أنهم يعملون في مجال بحوث اللحوم المصنعة.
أنشأ الدكتور مارك بوست في جامعة ماسترخت، أول برغر من لحم البقر المصنع، أُكلت ضمن عرض عملي للصحافة في لندن في أغسطس 2013. صُنعت من أكثر من 20,000 خيط رفيع من نسيج العضلات. كلف هذا البرغر الدكتور بوست أكثر من 300,000 دولار لصنعه وأكثر من عامين لإنتاجه. بدأت شركتان أخريان في صناعة اللحوم؛ لحوم ممفيس في الولايات المتحدة وسوبرميت في إسرائيل.
يشير تقرير صادر في يوليو 2019 إلى أنه من المتوقع أن ينخفض سعر صنع برغر بلحم مُصنَّع إلى 10 دولارات بحلول عام 2021. واستثمرت العديد من شركات الأبحاث في السنوات الأخيرة في تطوير اللحوم المصنعة، مثل لحوم «موسا ميت» والأغذية المعالجة بالتكنولوجيا الحيوية. أُنتج أول برغر بلحم مصنع من شركة لحوم موسا في عام 2013 وكلفته 280,000 دولار.

### أول تجربة علنية
في 5 أغسطس 2013، طُهي أول برغر مصنع في المختبر في العالم وأُكل في مؤتمر صحفي في لندن. أخذ علماء من جامعة ماسترخت في هولندا، بقيادة البروفيسور مارك بوست، خلايا جذعية من بقرة وزرعوها في شرائح من العضلات قاموا بعد ذلك بدمجها لصنع برغر. طُهي البرغر من قبل الطاهي ريتشارد ماكغوين من مطعم (كوتشز غريت هاوس)، في قرية بلبريو، كورنوال، وتذوقه كل من الناقدة هاني روتزلر، الباحثة في مجال الأغذية من استوديو «فيوتشر فود» وجوش شكونوالد. قالت روتزلر:
تمنح قطعة اللحم المستزرعة هذه إحساسًا مقنعًا عند مضغها، ولها نكهة مميزة بفضل التحمير. أعلم أنه لا يوجد أي دهون فيها لذا لم أكن أعلم كم هي طرية، لكن طعمها واضح جدًا وقريب من اللحوم، وهي ليست طرية تمامًا كاللحوم الحقيقية، لكن التماسك مثالي. وهذا يعد لحمًا بالنسبة لي... إنه بالفعل شيء يستحق الأكل، وأرى أن المظهر مشابه تمامًا للحم.
أضافت روتزلر أنه حتى في تجربة معماة، كانت لتظن أن المنتج من اللحوم وليس من الصويا.
زُرعت الأنسجة من أجل عرض جماهيري عملي في لندن في مايو 2013، باستخدام نحو 20,000 شريحة رقيقة من نسيج العضلات المصنع. مُوّل نحو 250,000 يورو من متبرع مجهول كُشف عنه لاحقًا بأنه سيرجي برين. وقال بوست «ليس هناك سبب لعدم إمكانية أن يكون اللحم أرخص... إن كان بإمكاننا خفض عدد القطيع العالمي بمقدار مليون ضعف، فسأكون سعيدًا».